# Retevoiești, Argeș
Retevoiești este un sat în comuna Pietroșani din județul Argeș, Muntenia, România.